# Milan Doleček (1982)
Milan Doleček mladší (* 18. března 1982, Mělník) je český veslař, olympionik a vítěz světového poháru. Jeho otec Milan je olympionik a trenér veslování.
Účastnil se LOH 2004 v Athénách a LOH 2008 v Pekingu. V Athénách jel spolu s Ondřejem Synkem na dvojskifu, skončili pátí. V Pekingu byl členem posádky párové čtyřky, která obsadila 10. místo..
Na Mistrovství světa ve veslování je jeho největším úspěchem bronz na dvojskifu z MS 2003 v Miláně. Vesloval zde spolu s Ondřejem Synkem. Ve stejném roce spolu zvítězili také v celkovém hodnocení světového poháru.